# Büky Dorottya
Büky Dorottya Sára, Büky Dorka (Budapest, 1961. július 29. – Budapest, 2022. január 30.) magyar nyelv és irodalom-történelem szakos tanár, politikus, országgyűlési képviselő (1990–1998), kommunikációs tanácsadó.

## Családja
1985 óta férje Tompa Imre tanár, újságíró volt. Két gyermekük született, Áron (1988) és Sára (1991). 2019-től férjével a Balaton-felvidéken élt egy tanyán.

## Életpályája
Édesapja Büky Béla (1928–2005) gyermekgyógyász professzor, édesanyja Kádár Sára közgazdász volt. Egy húga született, Anna (1965). Budapesten végezte az általános és a középiskolát, s a Leövey Klára Gimnáziumban érettségizett 1979-ben. Ezt követően az ELTE Általános Iskolai Tanárképző Főiskolai Karán szerzett magyar nyelv és irodalom – történelem szakos tanári oklevelet 1984-ben. Ebben az évben könyvtárosi képesítést is szerzett a Fővárosi Szabó Ervin Könyvtár szaktanfolyamán.
1986-ig az Egészségügyi Továbbképző Intézet szakkönyvtárában dolgozott könyvtárosként. Férjével, Tompa Imrével 1986-ban a Győr-Sopron megyei Tényőre költöztek, ahol egyidejűleg két pedagógusi állást hirdettek. Büky Dorottya az Ady Endre Általános Iskolában kapott tanári állást. Férjével 1989-ben létrehozta az egyik első falusi újságot, a Kisbírót, amelyben több cikke is megjelent. Gyermekszínházat vezetett, 1989-ben C kategóriás rendezői diplomát szerzett. 1990-ben visszaköltözött Budapestre.
1989-ben belépett az SZDSZ-be. A párt győri szervezetének tanácstagja lett. 1990 áprilisától folyamatosan az SZDSZ Országos Tanácsának a tagja, az 1990. évi önkormányzati választásokon pedig az SZDSZ országos kampányfőnöke volt.
1996-ban alakította meg első kommunikációs tanácsadó irodáját. Főleg színházak és egyéb művészeti kezdeményezések kommunikációs tanácsadójaként dolgozott. 1999-től vállalati kommunikációs területen, informatikai cégek felsővezetőinek adott személyi és vállalati kommunikációs tanácsokat. 2002-ben az Állami Privatizációs és Vagyonkezelő Zrt. kommunikációs igazgatója lett. Szabadúszói időszak után 2006 és 2009 között a MÁV Zrt. kommunikációs igazgatója volt. A Bajnai-kormány utolsó évében  a Nemzeti Vagyonkezelő Zrt-nek volt a kommunikációs igazgatója.
2002-től dolgozott együtt a Kanadában élő magyar pszichológussal, Feldmár Andrással. Számos közös publikációjuk jelent meg.
2011 és 2018 között a Feldmárral közösen kimunkált Mesekör projekt keretében, többszörösen elítélt fogvatartottakkal foglalkozott a Balassagyarmati Fegyház és Börtönben. A fogvatartottak szabadulása után indulhatott be az ún. B-Terv-program.
A munkatársaival 2014-ben létrehozott Tévelygőkért Alapítvány keretében börtönből szabadultakkal, börtönben lévők családjával foglalkozott; érzékenyítő programokat szervezett iskolákban, nevelőotthonokban.
2020-tól az általa kidolgozott MűvHáz-programon, egy online közösségi tanulási formán munkálkodott.
2022. január 30-án rövid, súlyos betegség után hunyt el.

## Díjai, elismerései
- az Erste Nemzetközi Társadalmi Integrációs díja
- a Büntetés-végrehajtásért Érdemérem Bronz Fokozata

## Országgyűlési képviselőként

### 1990–1994
Győr-Sopron megye 1. sz., Győr környéki falvakból álló választókerületében a második fordulóban második lett; ezt követően az SZDSZ országos listáján szerzett mandátumot. 1992 januárjától a ciklus végéig a társadalmi szervezetek költségvetési támogatását koordináló különbizottságban, 1992. február 18-tól a kulturális, oktatási, tudományos, sport, televízió és sajtó állandó bizottságban, ezen belül az oktatási és tudományos albizottságban, 1992. október 13-tól az átszervezett kulturális, tudományos, felsőoktatási, televízió, rádió és sajtó állandó bizottságban, ezen belül a felsőoktatási és tudományos albizottságban dolgozott.

### 1994–1998
Az 1994. évi országgyűlési választásokon Budapest 9. sz. (VII. kerület) választókerületében indult, s szerepelt az SZDSZ budapesti és országos listáján is (18., illetve 38. helyen). A választások második fordulójában 30,85 százalékkal a második helyen végzett, mandátumát az országos listán szerezte. Az Országgyűlés kulturális és sajtó állandó bizottságában, ezen belül a millecentenáriumi és az ellenőrzési albizottságokban dolgozott. Ugyancsak részt vett a társadalmi szervezetek költségvetési támogatását előkészítő állandó bizottság munkájában, az egészségügyi,
rehabilitációs, prevenciós és egészségmegőrzési társadalmi szervezeteket támogató albizottság tagja. Bekapcsolódott az emberi jogi bizottság által kezdeményezett, a nők jogaival foglalkozó nyílt albizottság tevékenységébe is. Az IPU magyar csoportja magyar-indokínai baráti tagozatának a tagja volt.

## Könyvei

### Feldmár Andrással közösen
- Küszöbgyakorlatok. Evocation 23 (2007, ISBN 9789639604391) – haikugyűjtemény, szerk. Büky Dorottya, Feldmár András, versford. Tandori Dezső
- Igazi vagy? Iskola nőknek; szerk. Feldmár András, Bernát Orsolya, Büky Dorottya; Jaffa, Budapest, 2008
- A barna tehén fia (Jaffa kiadó, 2010)
- Útmutató tévelygőknek (Jaffa kiadó, 2013)
- Kapcsolatok könyve – Újabb útmutató tévelygőknek (HVG kiadó, 2018)
- A cudar édesanya. Beszélgetések a mesék erejéről; HVG Könyvek, Budapest, 2019
- A lélek rugalmassága. Beszélgetések a rezilienciáról; HVG Könyvek, Budapest, 2019
- Feldmár András–Büky Dorottya: Másfél méter. Beszélgetések a szeretetről; HVG Könyvek, Budapest, 2021

### Saját könyve
- Angyalboksz. Nehézfiúk a börtönéletről; Ad Librum, Budapest, 2017 (Ad Librum riportkönyvek)